# قيادة العمليات الخاصة المشتركة
قيادة العمليات الخاصة المشتركة (بالإنجليزية: Joint Special Operations Command)‏ المعروفة اختصارًا باسم (بالإنجليزية: JSOC)‏ هي قيادة عسكرية أمريكية مكوّنة من قيادة العمليات الخاصة للولايات المتحدة (USSOCOM)، مكلفة بدراسة متطلبات وتقنيات العمليات الخاصة لضمان تخطيط وتطوير وإجراء عمليات عسكرية أمريكية خاصة آمنة في جميع أنحاء العالم. تأسست القيادة في عام 1980 بناءً على توصية العقيد تشارلي بيكويث، في أعقاب فشل عملية مخلب النسر. ويقع مقرها في بوب فيلد، تحديدًا في فورت براغ في ولاية كارولينا الشمالية، حيث يقع مقر قيادة العمليات الخاصة لجيش الولايات المتحدة.

## عمليات أشرفت عليها
- عملية مخلب النسر
- غزو غرينادا
- الغزو الأمريكي لبنما
- حرب الخليج الثانية
- عملية توفير الراحة
- حرب البوسنة والهرسك
- قصف الناتو ليوغوسلافيا
- عملية الحرية الدائمة
- حرب العراق
- عملية العزم الصلب